# أوقستي تشوكيت
أوقستي تشوكيت هو محامي وسياسي كندي، ولد في 29 أغسطس 1932، وتوفي في 21 ديسمبر 2018. نشط حزبياً في الحزب الليبرالي الكندي. وقد انتخب عضو مجلس العموم الكندي.